# Sadasivania bhustha
Sadasivania bhustha är en svampart som beskrevs av D. Rao & P.Rag. Rao 1964. Sadasivania bhustha ingår i släktet Sadasivania, divisionen sporsäcksvampar och riket svampar.   Inga underarter finns listade i Catalogue of Life.